# Phaeopyra
Phaeopyra là một chi bướm đêm thuộc họ Noctuidae.